# サキウサ・マタンディンゴ
サキウサ・マタンディンゴ（Sakiusa Matadigo、1982年8月8日 - ）は、フェデラール3・FCアックスに所属するラグビー選手。

## プロフィール
- フィジー・スバ出身。
- ポジションはロック(LO)、フランカー(FL)、ナンバーエイト(No8)。
- 身長 190cm、体重 109kg
- フィジー代表キャップは14（2020年7月現在）でラグビーワールドカップ2011・ラグビーワールドカップ2015のフィジー代表に選ばれた[1]。

## 略歴
スバ・ハイランダーズ、サラセンズ、オーシュ、モンペリエ、ラシン・メトロ92、リヨンOU、SOシャンベリを経て、2020年、FCアックスに加入。